# Coupe de Chine 2023
Navigation
Édition précédente Édition suivante
La Coupe de Chine est une compétition internationale de patinage artistique qui se déroule en Chine au cours de l'automne. Elle accueille des patineurs amateurs de niveau senior dans quatre catégories: simple messieurs, simple dames, couple artistique et danse sur glace.
La dix-huitième Coupe de Chine est organisée du 10 au 12 novembre 2023 au Centre culturel et sportif de Huaxi à Chongqing. Elle est la quatrième compétition du Grand Prix ISU senior de la saison 2023/2024. 
La Chine réorganise la Coupe de Chine après deux années d'absence à la suite de son impossibilité de l'accueillir à cause de la pandémie de Covid-19. L'édition 2021 est organisée par l'Italie sous le nom de Grand-Prix d'Italie 2021 et l'édition 2022 est organisée par le Royaume-Uni sous le nom de Trophée MK John Wilson 2022.
Depuis le 1er mars 2022, l'Union internationale de patinage interdit aux patineurs artistiques et aux officiels de la fédération de Russie et de la Biélorussie de participer et d'assister à toutes les compétitions internationales en raison de l'invasion russe de l'Ukraine le 24 février 2022. Les athlètes russes et biélorusses ne peuvent donc participer à aucune épreuve du Grand Prix ISU 2023-2024, pour la deuxième année consécutive.

## Résultats

### Messieurs
| Rang | Nom                 | Pays         | Points | Programme court | Programme court | Programme libre | Programme libre |
| ---- | ------------------- | ------------ | ------ | --------------- | --------------- | --------------- | --------------- |
| 1    | Adam Siao Him Fa    | France       | 298.38 | 2               | 91.21           | 1               | 207.17          |
| 2    | Shoma Uno           | Japon        | 279.98 | 1               | 105.25          | 2               | 174.73          |
| 3    | Mikhail Shaidorov   | Kazakhstan   | 264.46 | 3               | 89.94           | 3               | 174.52          |
| 4    | Kazuki Tomono       | Japon        | 251.95 | 6               | 80.50           | 4               | 171.45          |
| 5    | Gabriele Frangipani | Italie       | 251.59 | 5               | 85.19           | 6               | 166.40          |
| 6    | Sōta Yamamoto       | Japon        | 245.58 | 8               | 75.48           | 5               | 170.10          |
| 7    | Jin Boyang          | Chine        | 237.28 | 4               | 87.44           | 7               | 149.84          |
| 8    | Lee Si-hyeong       | Corée du Sud | 209.13 | 9               | 74.43           | 8               | 134.70          |
| 9    | Jimmy Ma            | États-Unis   | 205.16 | 7               | 77.29           | 10              | 127.87          |
| 10   | Xu Juwen            | Chine        | 193.79 | 10              | 65.57           | 9               | 128.22          |
| 11   | Dai Daiwei          | Chine        | 185.56 | 11              | 64.25           | 11              | 121.31          |
| 12   | Lucas Broussard     | États-Unis   | 181.15 | 12              | 61.05           | 12              | 120.10          |

### Dames
| Rang | Nom                | Pays         | Points | Programme court | Programme court | Programme libre | Programme libre |
| ---- | ------------------ | ------------ | ------ | --------------- | --------------- | --------------- | --------------- |
| 1    | Hana Yoshida       | Japon        | 203.97 | 3               | 64.65           | 1               | 139.32          |
| 2    | Rinka Watanabe     | Japon        | 203.22 | 2               | 65.09           | 2               | 138.13          |
| 3    | Loena Hendrickx    | Belgique     | 201.49 | 1               | 70.65           | 3               | 130.84          |
| 4    | Niina Petrõkina    | Estonie      | 188.04 | 4               | 62.58           | 4               | 125.46          |
| 5    | Madeline Schizas   | Canada       | 179.58 | 7               | 61.53           | 5               | 118.05          |
| 6    | Kim Ye-lim         | Corée du Sud | 176.68 | 8               | 59.56           | 6               | 117.12          |
| 7    | Ekaterina Kurakova | Pologne      | 173.15 | 9               | 57.37           | 7               | 115.78          |
| 8    | Chen Hongyi        | Chine        | 168.66 | 5               | 62.57           | 8               | 106.09          |
| 9    | Audrey Shin        | États-Unis   | 156.84 | 10              | 50.97           | 9               | 105.87          |
| 10   | Zhu Yi             | Chine        | 154.58 | 11              | 50.96           | 10              | 103.62          |
| 11   | An Xiangyi         | Chine        | 152.36 | 6               | 61.86           | 11              | 90.50           |

### Couples
| Rang | Nom                                      | Pays       | Points | Programme court | Programme court | Programme libre | Programme libre |
| ---- | ---------------------------------------- | ---------- | ------ | --------------- | --------------- | --------------- | --------------- |
| 1    | Deanna Stellato-Dudek / Maxime Deschamps | Canada     | 201.48 | 1               | 70.39           | 1               | 131.09          |
| 2    | Rebecca Ghilardi / Filippo Ambrosini     | Italie     | 191.00 | 2               | 66.33           | 2               | 124.67          |
| 3    | Peng Cheng / Wang Lei                    | Chine      | 178.06 | 3               | 62.91           | 3               | 115.15          |
| 4    | Annika Hocke / Robert Kunkel             | Allemagne  | 170.65 | 4               | 60.76           | 4               | 109.89          |
| 5    | Zhang Siyang / Yang Yongchao             | Chine      | 161.65 | 5               | 58.71           | 6               | 102.94          |
| 6    | Anna Valesi / Manuel Piazza              | Italie     | 160.65 | 6               | 55.55           | 5               | 105.10          |
| 7    | Wang Yuchen / Zhu Lei                    | Chine      | 139.35 | 7               | 49.95           | 8               | 89.40           |
| 8    | Maria Mokhova / Ivan Mokhov              | États-Unis | 134.81 | 8               | 42.65           | 7               | 92.16           |

### Danse sur glace
| Rang | Nom                                | Pays       | Points | Danse rythmique | Danse rythmique | Danse libre | Danse libre |
| ---- | ---------------------------------- | ---------- | ------ | --------------- | --------------- | ----------- | ----------- |
| 1    | Piper Gilles / Paul Poirier        | Canada     | 207.83 | 2               | 81.04           | 1           | 126.79      |
| 2    | Marjorie Lajoie / Zachary Lagha    | Canada     | 206.02 | 1               | 82.02           | 2           | 124.00      |
| 3    | Caroline Green / Michael Parsons   | États-Unis | 189.33 | 3               | 76.07           | 3           | 113.26      |
| 4    | Eva Pate / Logan Bye               | États-Unis | 184.58 | 4               | 73.29           | 4           | 111.29      |
| 5    | Loïcia Demougeot / Théo le Mercier | France     | 180.10 | 7               | 70.18           | 5           | 109.92      |
| 6    | Emily Bratti / Ian Somerville      | États-Unis | 179.39 | 5               | 71.17           | 7           | 108.22      |
| 7    | Maria Kazakova / Georgy Reviya     | Géorgie    | 178.86 | 6               | 70.58           | 6           | 108.28      |
| 8    | Chen Xizi / Xing Jianing           | Chine      | 159.72 | 8               | 62.05           | 8           | 96.67       |
| 9    | Shi Shang / Wu Nan                 | Chine      | 138.86 | 9               | 51.80           | 9           | 87.06       |

## Source
- Résultats de la Coupe de Chine 2023 sur le site de l'ISU